# Life Guidance
Life Guidance ist ein österreichischer Spielfilm von Ruth Mader aus dem Jahr 2017. Die Premiere erfolgte am 8. September 2017 im Rahmen der Internationalen Filmfestspiele von Venedig 2017, wo der Film in die Sektion für unabhängiges Autorenkino, Giornate degli Autori, eingeladen wurde. Der Kinostart erfolgte in Österreich am 12. Jänner 2018.

## Handlung
Der dystopische Science-Fiction-Film ist in der nahen Zukunft angesiedelt und handelt von einer Welt des perfektionierten Kapitalismus. Die Gesellschaft wird von einer großen Mehrheit an fröhlichen und motivierten Leistungsträgern getragen, die sich glücklich und selbstverwirklicht fühlen. Während die sogenannten Minimumbezieher in Schlafburgen ruhig gestellt werden, wurde für die Minderheit der unglücklichen Leistungsträger die Agentur Life Guidance eingerichtet. Diese soll auch sie zu optimalen Menschen machen.
Alexander ist im Finanzsektor tätig und Repräsentant der Leistungsträgergesellschaft. Er funktioniert darin, spürt aber, dass irgendetwas nicht in Ordnung ist. So reicht etwa ein falscher Satz zu seinem Kind aus, um die Life Guidance einzuschalten. Ein Agent von Life Guidance leitet ihn an, optimal zu werden. Alexanders Vater lebt in einem Pflegeheim. Er kommt mit dem System nicht zurecht, kann aber auch nichts mehr dagegen unternehmen. Alexanders Kind hat das neue System bereits komplett verinnerlicht. Als das Kind eines Tages seinen Vater weinen sieht, sagt es zu ihm: „Papa, das ist nicht optimal.“ Alexander beginnt sich gegen das System aufzulehnen.

## Produktion

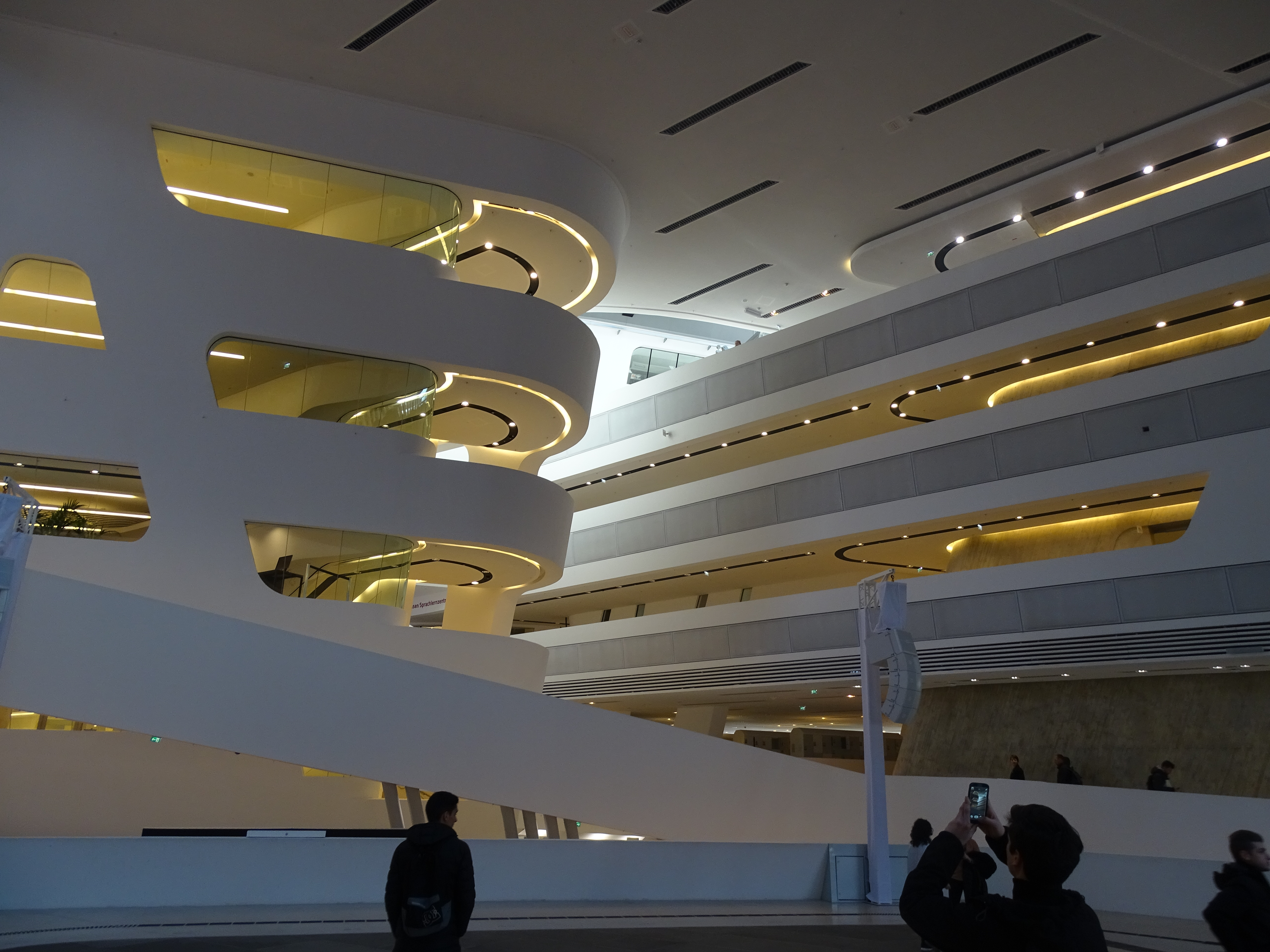
Einer der Drehorte: der Campus WU

Die Dreharbeiten fanden von September bis November 2016 statt, gedreht wurde in Niederösterreich, Wien und Afrika. Einer der Drehorte war der Campus WU. Unterstützt wurde der Film vom Österreichischen Filminstitut, dem Filmfonds Wien, Filmstandort Austria und dem Land Niederösterreich, beteiligt war ORF. Produziert wurde der Film von der KGP – Kranzelbinder Gabriele Production. Für das Szenenbild zeichneten Renate Martin und Andreas Donhauser verantwortlich, für das Kostümbild Tanja Hausner und für den Ton Heinz Ebner. Bei dem Film handelt es sich um Maders zweiten Spielfilm nach Struggle (2003).

## Rezeption
Andrey Arnold bezeichnete den Film in der Tageszeitung Die Presse als Hochglanzfassung von Stille Reserven aus dem Jahr 2016. Life Guidance würde mit kalter Emphase die schleichende Entmündigung des Menschen anklagen und zeigen, wie ihm die Selbstbestimmung entgleitet. Trotzdem würde es dem Film nicht gelingen, wirklich zu verstören, es würden ungewohnte, kraftvolle und schockierende Bilder fehlen.
Die Tiroler Tageszeitung befand, dass der Film trotz erkennbarer dramaturgischer Schwächen im Drehbuch glänzen würde mit „atmosphärisch kafkaesker Stimmung, coolem retro-futuristischem Design und einem herrlich-absurden Cameo-Auftritt von Waffenlobbyist Alfons Mensdorff-Pouilly.“
Matthias Greuling meinte in der Wiener Zeitung, dass viele Ideen aus George Orwells 1984 mitschwingen würden, zugleich würde Ruth Mader einen hocheleganten Thriller entwerfen, der um seine Originalität nicht fürchten muss. Der Film würde den gläsernen Menschen und Wahrnehmungsblasen mit optimierten Inhalten bis zum Exzess weiterdenken und daher als erschreckend naheliegende Dystopie durchgehen. Ausdrücklich lobte er auch die „meisterliche Fotografie von Kamerafrau Christine A. Maier“.
Simon Hadler beschreibt auf orf.at Life Guidance als kleines Meisterwerk, das sich "durch die atmosphärische Dichte, die Glanzleistung des hervorragend gecasteten Schauspielteams rund um Fritz Karl, durch die ruhige Bildsprache, den monotonen und treibenden Rhythmus und ein hohes Gespür aller Beteiligten für Timing" entwickelt. Lob gibt es auch für den Autor Martin Leidenfrost, "einem der klügsten Köpfe des Landes mit einem untrüglichen Gespür für gute Geschichten."

## Auszeichnungen und Nominierungen
Transsilvania International Film Festival 2018 (Cluj-Napoca)
- FIPRESCI-Preis in der Kategorie Not to be politically correct?[12]

Thomas-Pluch-Drehbuchpreis 2018
- Nominierung für den Hauptpreis und den Spezialpreis[13]

Diagonale 2018
- Diagonale-Preis Schnitt (Niki Mossböck)[14]

Österreichischer Filmpreis 2019
- Nominierung für die Beste Kamera (Christine A. Maier)
- Nominierung für das Beste Szenenbild (Renate Martin und Andreas Donhauser)
- Nominierung für die Beste Tongestaltung (Originalton Heinz Karl Ebner, Sounddesign Nils Kirchhoff und Karim Weth, Mischung Alexander Koller (Tontechniker))